# Ángel García (motociclista)
Ángel García Fuster (Alcañiz,  14 de abril de 1974  – ?, ?) fue un piloto de trial español.
El año 1994 ganó el Trial de las Naciones formando parte de la selección estatal y acabó noveno en el Campeonato del Mundo de trial. Ángel era un prometedor piloto, compañero de equipo de Jordi Tarrés en Gas Gas, que se trasladó a vivir en Torelló para progresar bajo la tutela del técnico experto en trial Josep Paxau.
Ángel García murió debido a un accidente de automóvil. Desde el 2004 se disputa en Alcañiz un trial en memoria suya, llamado Memorial Angel García.